# João de Souza Lima (Komponist)

Souza Lima, 1932

João de Souza Lima (* 21. März 1898 in São Paulo; † 28. November 1982 ebenda) war ein brasilianischer Pianist, Komponist und Dirigent. 

## Leben
Seinen ersten Klavierunterricht erhielt er im Alter von vier Jahren von seinem Bruder. Danach unterrichtete ihn Luigi Chiaffarelli. Bei Agostino Cantu studierte er Komposition. Souza Lima erhielt für weitere Studien ein fünfjähriges Stipendium und reiste 1919 nach Europa. In Paris nahm er zunächst Unterricht bei Isidor Philipp, studierte aber nach seiner Aufnahme am Konservatorium in der Klasse von Marguerite Long. Er beendete das Studium mit einem Ersten Preis.
Souza Lima gab erfolgreiche Konzerte in Frankreich, Italien, Deutschland, Belgien, Spanien und in der Schweiz. Außerdem bereiste er Nordafrika. Zurück in Brasilien bereiste er große Teile des Landes und spielte auch in abgelegenen Städten ohne eingespielten Konzertbetrieb. Seine Tourneen führten ihn auch nach Uruguay und Argentinien.

## Werke (Auswahl)
Orchesterwerke
- Poema das Américas
- O Rei Mameluco
- Concerto em lá menor (Klavier)
- Concerto em ré maior (Flöte)

Oper
- Andréa del Sarto (zwei Akte, Libretto von Ruggero Jacobbi)

Chorwerke
- As árvores do meu quintal
- Bota o navio no mar
- Ciranda
- Rosa Amarela

Klavierwerke
- Improvisação Nr.1
- Improvisação Nr.2
- Valsa Brasileira
- Pequeno Romance sem palavras (vier Hände)
- Brincando de Jazz
- Introdução e Toccata (zwei Klaviere)

Kammermusik
- Humoresque (Klarinette und Klavier)
- Tema e Variações, Peça Sambada (Flöte und Klavier)
- Intermezzo (Klaviertrio)
- Chorinho (Viola und Klavier)
- 3 Pequenas Peças - Momento Musical, Sonatina (Blockflöte und Klavier)
- Peça, Suíte Harmonizada (autores barrocos) (Flöte und Klavier)
- Berceuse, Página d'Álbum, Capricho Rústico, Sonata em mi menor (Violine und Klavier)
- Homenagem ao Natal (Blockflötenquintett)